# Stade Brigadier-Général-Estanislao-López
 (mars 2025).
 (mars 2025).
Le stade Brigadier-Général-Estanislao-López (surnommé « El Cementerio de Los Elefantes ») est un stade multifonction se situant à Santa Fe, en Argentine. Il est actuellement utilisé principalement pour les matchs de football, par le club de Colón de Santa Fe. Le stade a une capacité de 32 500 places. Sa construction a commencé en 1946 et il a été inauguré en 1948. 
Il a également été utilisé à l'occasion pour l'équipe d'Argentine de rugby à XV, plus récemment en 2007 pour un test contre l'Irlande et le 11/06/2016 pour un test-match gagné 30-24 contre l'Italie.
En 2011, il a accueilli des matchs de la Copa América 2011.